# جائزة ألان تاور واترمان
جائزة جائزة ألان تاور واترمان (Alan T. Waterman) هي أعلى جائزة فخرية في الولايات المتحدة للعلماء الذين لا تزيد أعمارهم عن 40 عامًا، أو ما لا يزيد عن 10 سنوات بعد استلام الدكتوراه. تُمنح على أساس سنوي من قبل مؤسسة العلوم الوطنية. بالإضافة إلى الميدالية، يتلقى الفائز منحة قدرها 1,000,000 دولار لاستخدامها في المؤسسة التي يختارونها على مدى خمس سنوات للبحث العلمي المتقدم.
أنشأ الكونجرس الجائزة السنوية في أغسطس 1975 للاحتفال بالذكرى السنوية الخامسة والعشرين لمؤسسة العلوم الوطنية وتكريمًا لمديرها الأول، آلان ت. تُمنح الجائزة السنوية للباحثين الشباب المتميزين في أي مجال من مجالات العلوم أو الهندسة بدعم من مؤسسة العلوم الوطنية.

## الأهلية وعملية الترشيح
يجب أن يكون المرشحون مواطنين أمريكيين أو مقيمين دائمين. قبل مسابقة 2018، يجب أن يكون عمر المرشحين 35 عامًا أو أقل أو لا يزيد عن 7 سنوات بعد استلام الدكتوراه. درجة بحلول 31 ديسمبر من العام الذي تم ترشيحهم فيه. اعتبارًا من مسابقة 2018، تم تغيير هذه المتطلبات إلى 40 عامًا أو 10 سنوات بعد الدكتوراه. يجب أن يكون المرشحون قد أظهروا إنجازات فردية استثنائية في البحث العلمي أو الهندسي بجودة كافية لوضعهم في طليعة أقرانهم. تشمل المعايير الأصالة والابتكار والتأثير الكبير على المجال. يجب ترشيح المرشحين المحتملين ويتطلبون أربعة خطابات مرجعية، ولكن لا يمكن تقديم أي منهم من المؤسسة المحلية للمرشح. يتم إرسال إعلانات التماس إلى الجامعات والكليات والجمعيات والمنظمات العلمية والهندسية وغيرها من المنظمات المهنية، وأعضاء الأكاديمية الوطنية للعلوم والأكاديمية الوطنية للهندسة.

## عملية الجائزة وتشكيل اللجنة
تتم مراجعة المرشحين من قبل لجنة جائزة الملاح آلان T. الذي يتكون من 12 عضوا، 8 الدوارات و 4 أعضاء بحكم مناصبهم. الأعضاء الحاليون بحكم المنصب هم رالف سيسيرون، رئيس الأكاديمية الوطنية للعلوم، وسوبرا سوريش، مدير المؤسسة الوطنية للعلوم، وستيفن سي بيرنغ، رئيس مجلس العلوم الوطني، وتشارلز إم فيست، رئيس الأكاديمية الوطنية الهندسة. بعد مراجعة المرشحين، توصي اللجنة بأبرز المرشحين (المرشحين) لمدير المؤسسة الوطنية للعلوم ومجلس العلوم الوطني، الذي يتخذ بعد ذلك القرار النهائي.

## قائمة المستفيدين
2021
نيكولاس كارنز«للنظر في كيفية تأثير الخلفية الاجتماعية لأي شخص على قراره لمتابعة الخدمة العامة والعوامل التي من شأنها زيادة فرصهم في الخدمة.»
2021
ميلاني وود «لأنها عالجت الألغاز وأكثر المشكلات تعقيدًا في الرياضيات من خلال النظر في الربط بين نظرية الأعداد والمصفوفات العشوائية.»
2020
إميلي بالسكس «لعملها التحويلي الذي يدمج الكيمياء وعلم الأحياء الدقيقة لفهم آليات التخليق الحيوي والتمثيل الغذائي الميكروبي على المستوى الجزيئي، مع التركيز على العمليات الأنزيمية في ميكروبيوم الأمعاء البشري.»
2020
جون دابيري«لأبحاثه الرائدة في ميكانيكا الموائع، مع التطبيقات المبتكرة في علم الأحياء، والطاقة، والبيئة. أدى عمله التحويلي، لا سيما عندما يتم تطبيقه على مشاكل التدفق البيولوجي، إلى فهم مبادئ حركة الحيوانات البحرية وتطبيقها على بيولوجية وحيوية أخرى مشاكل بيئية.»
2019
جينيفر ديون«لتطوير تقنيات وأدوات لتصوير العمليات الفيزيائية والكيميائية والبيولوجية الديناميكية بدقة عالية للغاية. تتيح أبحاثها معرفة جديدة للمساعدة في حل التحديات العالمية في الطب الحيوي والطاقة والحوسبة.»
2019
مارك برافرمان «لدراساته لنظرية التعقيد والخوارزميات وحدود ما هو ممكن حسابيا.»
2018
كريستينا أولسون«لمساهماتها المبتكرة في فهم مواقف الأطفال تجاه الفئات الاجتماعية والتعرف عليها، والسلوك الاجتماعي الإيجابي المبكر، وتطوير مفاهيم العدالة والأخلاق وعدم المساواة وظهور التحيزات الاجتماعية.»
2017
Baratunde A. Cola«لريادة الأساليب والمواد الهندسية الجديدة للتحكم في الضوء والحرارة في الإلكترونيات على المستوى النانوي.»
2017
جون ف«لمساهماته في الهندسة والطوبولوجيا، ودراسة خصائص الأشكال التي لا تتأثر بالتشوهات، مثل التمدد أو الالتواء ولحل المشكلات التي أعاقت علماء الرياضيات الآخرين لعقود من الزمن وتوليد الحلول التي توفر أدوات جديدة للتحليل الهندسي.»
2016
ميرسيا دينكو«للمساهمات الرائدة في تخليق وفهم المواد الصلبة المسامية الجزيئية ذات الخصائص الإلكترونية غير العادية، خاصةً للتصميم التركيبي الإبداعي الذي يؤدي إلى مواد صغيرة يسهل اختراقها ذات الموصلية الكهربائية العالية ونشاط الأكسدة والاختزال.»
2015
أندريا علي«لعمله في نظرية المواد الخارقة والتصميم، بما في ذلك المساهمات الثاقبة في إخفاء الهوية البلازمية؛ والتلاعب الفعال بالضوء على نطاق النانو؛ والأفكار المبتكرة في كسر تناظر انعكاس الوقت الذي يؤدي إلى تعزيز عدم المعاملة بالمثل من الصوتيات إلى الموجات الدقيقة والبصريات؛ ولإسهامات فريدة في المواد الخارقة».
2014
فنغ تشانغ «لتطوير وتطبيق التقنيات الجزيئية التي تمكن الاستجواب المنهجي للأنظمة البيولوجية السليمة من خلال التلاعب الجيني الدقيق.»
2013
مونج شيانج«تشيانج هو أستاذ الهندسة الكهربائية بجامعة برينستون الذي يستخدم تحليلات رياضية مبتكرة لتصميم شبكات لاسلكية أبسط وأكثر قوة. وهو مؤسس مختبر EDGE في برينستون، والذي يهدف إلى ربط نظرية الشبكة والتطبيقات الواقعية. من خلال تطوير طرق للتحليل غالبًا ما يكون التفاعل معقدًا بين طبقات مختلفة من الشبكات اللاسلكية، يخلق عمله صورة مبدئية للتفاعلات التي تبدو فوضوية ويسمح بإيجاد حلول منهجية للمشكلات المستعصية سابقًا».
2012
سكوت آرونسون قالت سوزان هوكفيلد، رئيسة معهد ماساتشوستس للتكنولوجيا: «من خلال تسليط الضوء على الحدود الأساسية لما يمكن حسابه في العالم المادي، والآثار المحتملة لهذه الحدود، فقد وضع سكوت آرونسون أرضية جديدة مهمة في النظرية الحسابية»، «يسعدني أن لقد اعترفت مؤسسة العلوم بقدراته المزدوجة، سواء في صياغة أسئلة البحث الرئيسية أو تقديم طرق وأفكار جديدة لمعالجتها، من خلال جائزة Alan T. Waterman».
2012
روبرت وود وود هو أستاذ مشارك في كلية الهندسة والعلوم التطبيقية بجامعة هارفارد وعضو هيئة تدريس أساسي في معهد ويس للهندسة المستوحاة بيولوجيًا. وهو مؤسس مختبر Harvard Microrobotics الذي يستفيد من الخبرة في التصنيع الدقيق لتطوير روبوتات مستوحاة بيولوجيًا بأحجام ميزات على مقياس ميكرومتر إلى سنتيمتر.
2011
Casey W. Dunn [الإنجليزية]لتكامله الموهوب لبيولوجيا المجال، وعلم الجينوم، والعلوم الحسابية التي أدت إلى تغيير فهمنا للشجرة التطورية، ودمج المنظورات المورفولوجية والجزيئية حول التنوع، وتطوير أدوات جديدة تحدث ثورة في علم الأحياء.
2010
سبهاش خطسوبهاش هو أستاذ مشارك في علوم الكمبيوتر في جامعة نيويورك وقد تم الاعتراف به بالفعل من خلال العديد من الجوائز والأوسمة الأخرى. سوبهاش هو عالم كمبيوتر نظري لامع وهو معروف جيدًا بتخمينه للألعاب الفريدة. لقد قدم العديد من المساهمات غير المتوقعة والأصلية في التعقيد الحسابي وعمله يربط بين التحسين وعلوم الكمبيوتر والرياضيات.
2009
ديفيد شاربونولأبحاثه الرائدة في اكتشاف وتوصيف الكواكب التي تدور حول نجوم أخرى، والتي سمحت لأول مرة بدراسة ظروف سطحها وغلافها الجوي، وأحدث ثورة في الأبحاث متعددة التخصصات المتعلقة بالكواكب الخارجية.لإسهاماته المفاجئة والأصيلة في العديد من مجالات الرياضيات، بما في ذلك نظرية الأعداد والمعادلات التفاضلية والجبر والتحليل التوافقي.
2007
بيدونغ يانغللمساهمات البارزة في التوليف الإبداعي لأسلاك أشباه الموصلات وهياكلها غير المتجانسة، والابتكارات في الضوئيات القائمة على الأسلاك النانوية وتحويل الطاقة وتطبيقات الموائع النانوية.
2006
إيمانويل كانديسلأبحاثه في الرياضيات الحسابية والتقدير الإحصائي، مع تطبيقات لضغط الإشارة ومعالجة الصور.
2005
دالتون كونليلمساهمته في مجال علم الاجتماع كعالم أبحاث ومؤلف منشور متمثلًا في بحثه حول كيفية انتقال الوضع الاجتماعي والاقتصادي عبر الأجيال. إنه يجلب الدقة المنهجية والتطور إلى الأسئلة الاجتماعية العميقة.
2004
كريستي أنسيثلأبحاثها في واجهة علم الأحياء والهندسة، مما أدى إلى تصميم مواد حيوية مبتكرة تسهل بشكل كبير هندسة الأنسجة وتجديدها.
2003
أنجليكا آمونلمساهماتها الأساسية في فهم كيفية قيام الخلايا بتنسيق الفصل بين كروموسوماتها أثناء انقسام الخلية، وهي العملية الأساسية للحياة
2002
إريك جارفيسلاستخدامه للتعبير الجيني كأداة لرسم خرائط للأنظمة الوظيفية للدماغ ولتحديد أجزاء من الدماغ تشارك في إدراك وتعلم وإنتاج الاتصالات الصوتية.
2001
وحيد طروخلاختراع تقنيات تشفير الزمكان التي تنتج مكاسب هائلة في الكفاءة الطيفية لأنظمة الاتصالات الرقمية اللاسلكية.
2000
جينيفر أ.دودناللبحث المبتكر الذي أدى إلى تطوير تقنية تسهل تبلور جزيئات الحمض النووي الريبي الكبيرة؛ لتحديد الهياكل البلورية لجزيئات الحمض النووي الريبي التحفيزية وجزيء الحمض النووي الريبي الذي يشكل جوهر بروتين النواة الريبية لجسيم التعرف على الإشارة؛ وفك رموز السمات الهيكلية لتلك الجزيئات التي تسمح بفهم أكبر للأساس الميكانيكي لوظيفة الحمض النووي الريبي في كل من التحفيز وتخليق البروتين.
1999
شيتان خوسلالعمله المتميز في توضيح آليات التحفيز الحيوي لإنزيم البوليكيتيدات، وبالتالي فتح طريق محتمل مثير لاكتشاف دواء جديد.
1998
كريستوفر سي كامينزللبحث المبتكر في التنشيط الانتقالي للمعادن للجزيئات الصغيرة، بما في ذلك اكتشاف تفاعلات لفك روابط متعددة من النيتروجين والنيتروجين في ظل ظروف معتدلة. لقد أجاب نهجه الثوري في التفاعل الكيميائي على الأسئلة الرئيسية وساعد في تطوير تصميم المحفز وتثبيت النيتروجين.
1997
إريك ألين كورنيللدوره الرائد في إنشاء تكاثف بوز-آينشتاين في الغاز، وللابتكارات في التلاعب بالذرات وحبسها وتبريدها التي أدت إلى تحقيق هذه الحالة الجديدة للمادة.
1996
روبرت ام وايموثلمساهماته الأساسية في تصميم محفزات عضوية فلزية محددة جيدًا لتركيب البوليمرات الجديدة، بما في ذلك البوليمرات الحلزونية اللولبية والبولي أوليفينات المجسمة. أدى تطوير المحفزات التي تغير هيكلها أثناء عملها إلى إنشاء نموذج جديد في تخليق كتلة البوليمرات.
1995
ماثيو با فيشرلمساهماته الواسعة والأصيلة في نظرية ديناميات الكم للأنظمة العيانية وانتقالات الطور الكمومي، وتحديداً توقعه لمرحلة دوامة زجاجية في الموصلات الفائقة ذات درجة الحرارة العالية، ودراساته لانتقال الموصل الفائق، وهو عمل أساسي على النقل الكمي في سوائل لوتنجر.
1994
قانغ تيانلفهمه العميق ورؤى الثاقبة في مجال الهندسة التفاضلية المعقدة، بما في ذلك حله لمشكلة وجود مقاييس Kähler-Einstein على الأسطح المعقدة، وإثباته على أن مساحة النماذج لمقاييس Kähler-Einstein مع صفر من الدرجة الأولى Chern ليست -الجمعي، وإثباته على ثبات المشعبات الجبرية باستخدام الأساليب الهندسية التفاضلية.
1993
Deborah L. Penry [الإنجليزية]لتطبيقاتها المبتكرة لمبادئ الهندسة الكيميائية ونظرية المفاعلات الكيميائية في تحليل عملية الهضم في اللافقاريات البحرية، وسد فجوة مهمة في النظرية البيئية الحالية التي تتعامل مع استراتيجيات الحيوانات للحصول على الطاقة والمغذيات. يعتبر بحثها مهمًا لفهم دورة المواد في البحر - لا سيما دورة الكربون العالمية ودورات تغير المناخ العالمية.
1992
شرينيفاس ر كولكارنيلإسهاماته الرئيسية في فهم الوسط النجمي المنتشر وفيزياء وتطور النجوم النابضة النيوترونية والنجوم الثنائية للأشعة السينية. لدوره الريادي في اكتشاف النجوم النابضة السريعة، وهي ظاهرة جديدة رئيسية، وفي تطوير قياس التداخل المكاني البصري والراديوي.لأبحاثه الرائدة في الهندسة الحاسوبية التي قدم من خلالها مساهمات أساسية في نظرية علوم الكمبيوتر والرياضيات المنفصلة.
1990
مارك إي ديفيزلعمله الرائد في المواد التحفيزية، والحفز، وهندسة التفاعل، بما في ذلك التوليف الأول لمنخل جزيئي بمسام أكبر من 1 نانومتر واختراع محفزات المرحلة المائية المدعمة؛ يفتح كل من هذه الإنجازات مجالًا جديدًا ومن المحتمل أن يكون مهمًا في العلوم والتكنولوجيا التحفيزية، وله أيضًا آثار على تكنولوجيا الفصل والتحكم البيئي.لعمله الذي أدى إلى تطوير تقنيات الحمض النووي المؤتلف، ولأبحاثه الحالية التي سلطت الضوء على الآليات الخلوية والجزيئية المستخدمة لتنظيم سلوك الحيوان. ستؤدي هذه الدراسات الأساسية إلى فهم أفضل للأساس الجزيئي لوظيفة الدماغ ويجب أن تساعد في المستقبل في فهم الأمراض النفسية الرئيسية.
1988
بيتر شولتزللبحث المبتكر في واجهة الكيمياء والبيولوجيا، سواء في تطوير مناهج جديدة لدراسة التعرف الجزيئي والحفز وفي تطبيق هذه الدراسات لتصميم المحفزات البيولوجية الانتقائية.
1987
لورانس هـ.سمرزللمساهمات البارزة في البحوث الاقتصادية حول البطالة وفرض الضرائب على رأس المال وسلوك الادخار ونشاط الاقتصاد الكلي. يجمع عمله بين الرؤى التحليلية القوية وأساليب الاقتصاد القياسي المبتكرة التي تستهدف الموضوعات ذات الأهمية الوطنية الأساسية.
1986
إدوارد ويتنلمساهمات فتح المسار في فيزياء الجسيمات الأولية والجاذبية، وتوحيد البحث، والسعي التخيلي للآثار المترتبة على علم الكونيات.
1985
جاكلين بارتونلعملها الخيالي والمهم في الكيمياء الحيوية العضوية. أدى استخدامها للجزيئات غير العضوية الصغيرة للتعرف على مواقع الحمض النووي وتعديلها بطرق محددة جدًا إلى اكتشافين رئيسيين - الانتقائية التماثلية في حلزونات الحمض النووي الملزمة ذات الاستخدام المختلف، و «علامات الترقيم» Z-DNA في نهاية الجينات - باستخدام آثار مهمة لتصميم الأدوية ولنظرية التعبير الجيني.
1984
هارفي فريدمانلتنشيطه لأسس الرياضيات، وتحقيقاته الثاقبة في ظاهرة عدم اكتمال وديل، وإسهاماته الأساسية في جميع مجالات المنطق الرياضي تقريبًا.
1983
كوري جودمان (دي)لمساهماته في فهمنا لتطور الجهاز العصبي. يمكّنه اختياره الخيالي للأنظمة النموذجية والتقنيات الحديثة من اكتشاف كيف تكتسب الخلايا العصبية الفردية هوياتها الفريدة وتتفاعل مع الخلايا المناسبة أثناء التطور الجنيني.
1982
ريتشارد أكسللابتكار إجراء جديد لإدخال أي جين تقريبًا في خلايا الثدييات. يسمح نقل الجينات الآن بتحليل الآليات التي تنظم التعبير عن الجينات في بيئة خلوية مناسبة. هذه المعلومات هي شرط أساسي لنهج عقلاني تجاه العلاج الجيني.
1981
دبليو كلارك ستيللإثبات أنه يمكن استخدام مبادئ التوافق الأساسية في التخليق العضوي لوصف المصفوفات الجزيئية غير الجامدة ولتصميم التفاعلات الكيميائية التي تستخدم هذه المصفوفات للتحكم في البنية ثلاثية الأبعاد للجزيئات المرنة.
1980
روي شويترزلمساهماته في فهم البنية الأساسية للمادة من خلال التجارب التي اكتشفت واستكشفت مجموعة جديدة تمامًا من الجسيمات دون الذرية. أدت التجارب إلى تفسير الجسيمات الجديدة على أنها تتكون من مكونات أبسط، تمتلك خاصية جديدة للمادة.
1979
وليام ثورستونتقديراً لإنجازاته في إدخال أساليب هندسية ثورية جديدة في نظرية الأوراق، ونظرية الوظيفة والطوبولوجيا.
1978
ريتشارد إيه مولرلأبحاثه الأصلية والمبتكرة، والتي أدت إلى اكتشافات واختراعات مهمة في مجالات متنوعة من الفيزياء، بما في ذلك الفيزياء الفلكية والتأريخ بالنظائر المشعة والبصريات.
1977
جيه. وليام شوبفلأبحاثه المتميزة حول أحياء ما قبل الكمبري. سيساهم عمله في هذه الكائنات الدقيقة الأحفورية الدقيقة والقديمة بشكل كبير في معرفة أصل الحياة وتطور أقدم أنواع الأحياء الدقيقة المعروفة في العالم.
1976
تشارلز فيفرمانلأبحاثه في تحليل فورييه والمعادلات التفاضلية الجزئية والعديد من المتغيرات المعقدة التي جلبت رؤية جديدة وحيوية متجددة لمجالات الرياضيات الكلاسيكية وساهمت بشكل ملحوظ في تقدم التحليل الرياضي الحديث.

## روابط خارجية
- المتلقين Waterman
- Alan T. Waterman Award NSF Page
- جائزة Alan T. Waterman 2015
- جائزة Alan T. Waterman لعام 2017
- جائزة Alan T. Waterman 2019
- جائزة Alan T. Waterman لعام 2020
- جائزة Alan T. Waterman لعام 2021
- تغيير معايير الأهلية